# 神経言語プログラミング
神経言語プログラミング（しんけいげんごプログラミング、神経言語学的プログラミングとも, Neuro-Linguistic Programming: NLP）は、ジョン・グリンダー（言語学者）とリチャード・バンドラーによって提唱された、コミュニケーション、能力開発、心理療法へのアプローチを目指す技法である。人間は客観的な現実を理解することはできないというポストモダン的な立場を取り、主観的経験の構造の研究によって記述された「メタ学問」である。個人の主観性・主観的な経験に大きく焦点を当てた自己啓発の体系を持つ。
信念を、能力・行為・環境の間、アイデンティティとスピリチュアリティの間にあると考え、信念を変えることで真の潜在能力を発揮できるようになることを目指す。神経言語プログラミングという名称は、人間の行動は神経学的な過程から始まること、人間は考えをまとめたり他者と交流するのに言語を用いること、人間は自分が望む結果を出すために自身の行動、自身の脳を「プログラムする」ことができるという3つの概念を含んでいる。心と体は一つのシステムであるという前提を持ち、情動レベルの側面にも注意を向ける。コーチングの一手法にもなっているが、核となる活動はコーチングではなくモデリングであり、クライエントの変化の促進に役立つとされるモデルを適用し、クライエントを訓練する。明らかに折衷主義的であり、役に立ちそうな心理学領域の類似テーマを取り入れて発展してきた。健康な人や病気の人、個人または企業に対して効果を発揮することができるとされている。その理論は催眠、一般意味論の言語学、システム理論、変形文法、ゲシュタルト療法等から影響を受けており、構成主義が全体を支える理論となっている。
実践者の多くはNLPに理論的根拠がないと考えており、クライエントにとって有効かという実用性を重視する。一方で、複数の専門家がその理論を疑問視し、疑似科学ともみなされてきた。その効果を裏付けるような質の高い研究はほとんどなく、研究の土台がないと批判されてきた（2007年時点）。2011-2015年のシステマティックレビューは10件程度のランダム化比較試験を見出しており、結論を強固にするためのさらなる研究が必要とした。1981年には創始者2人は決別し、グリンダーがバンドラーを訴え、知的財産権の争議が続き、神経言語プログラミングおよびNLPという名称を誰も所有していないとされた。

## 歴史
NLPを始めたジョン・グリンダー（言語学者）とリチャード・バンドラーが出会ったのは、アメリカのカリフォルニア大学サンタクルーズ校で、グリンダーは言語学の助教授、バンドラーは心理学（数学と書かれることもある）の学生であった。
1980年代初頭、NLPは心理療法とカウンセリングの重要な進歩ともてはやされ、カウンセリング研究や精神医療から一定の注意を惹いていた。NLPが紹介された頃は、セラピー上の突破口と予告され、業界紙に訓練ワークショップ、ビデオ、本の広告が出始めていた。NLPは心理治療の現場で使用され、のちにビジネスや教育などの分野でも応用された。
初期からの共同開発者として、ジュディ・ド＝ロジアー、ロバート・ディルツ、レスリー・キャメロン=バンドラー、フランク・ピュスリック、スティーブン・ギリガン、デイビッド・ゴードン、スティーブ・アンドレアスとコニリー・アンドレアス、ララ・ユーウィング、クリスティーナ・ホール、ワイアット・ウッズモール達がおり、それぞれの関心によってモデルを構築した。
1980年代中頃になると、「カウンセリング心理学ジャーナル」 (The Journal of Counseling Psychology)や、全米研究評議会などで、PRSやNLPの仮説には、支持するデータや、実証できる基礎的データがほとんどまたは一切ないことが発表された。PRSに焦点を当てたクリストファー・シャープリーの「カウンセリング心理学ジャーナル」での研究発表は、 NLPにカウンセリングツールとしての有用さを証明するものはほとんど無いと結論づけた。1998年には、マイケル・ヒープも、客観的で公正な調査においてNLPが主張するPRSを支持するものは一つもなかったとの結論に達した。
元々心理療法の世界で、短期的なセッションでも効果をもたらすブリーフセラピーの一つとして広まった。以降、心理療法のみならず医療、教育、政治、スポーツ、ビジネスなどの分野で活用している場合がある。
またNLPは、自己啓発セミナーであるエアハード式セミナートレーニング（略称：est、エスト）や、estの創始者であるワーナー・エアハードを危険であると主張したため、当初は自己啓発セミナーに批判的な人々によって支持され広められるという性格を有した。
グリンダーとバンドラーの協働は1980年代には終わり、1981年にバンドラーがグリンダ―とその会社に商業活動の停止と損害賠償を求めて訴え 、知的財産権に関して争議が続き、2000年2月に互いにNLPに関する功績を貶さないことに同意した。長年に渡る紛争と和解の結果、神経言語プログラミングおよびNLPという名称を当事者の誰も所有しておらず、提供することに何の制限もない。
小久保温によると、日本には、感受性訓練などを日本に導入した立教大学のキリスト教教育研究所（Japan Institute of Christian Education:JICE）経由で、1970年代終わり頃に紹介されたと思われる。ゲシュタルト療法のフレデリック・パールズら当時の優れたセラピストたちの、常人には真似することの難しい治療技術を解析し、誰でも使えるように秘訣を明らかにした画期的な方法であるとして伝えられた。ゲシュタルト療法と関係者が重複していたこともあり、初期においては臨床心理学者たちが積極的に翻訳・紹介しており、カウンセリングの一手法としてアカデミックに捉えられていた。一部の自己啓発セミナーの関係者・元関係者らが積極的に導入しており、日本では民間セラピストと自己啓発セミナーの関係者・元関係者の間でよく知られている。

### 現状
NLPで教えられたことをそのまま受け入れる人、セミナー、著作が多数ある一方で、一般の社会科学にはまったく採り上げられていない。NLPの理論やどう機能するのかを研究する試みはあったが、1999年時点でその数は少なく、販売されているNLP関連書籍などの販売部数との差がかなりある。
2008年時点で、NLPを臨床で使う科学者・研究者たちが、このような実証不足を憂い、リサーチプロジェクトを立ち上げている。
戦闘経験から来るPTSD改善のためにNLPを使用する慈善団体があり、アフガニスタン紛争の退役軍人でNLPを受けてPTSDが緩和したという人もいる。
理論や手法が付け加えられ続けたため、近年では初期とはかなり異なった混沌としたものになっている。2007年に出版されたスティーブン・パーマー、アリソン・ワイブラウの Handbook of Coaching Psychology: A Guide for Practitioners では、「神経言語プログラミング（NLP）コーチング」が、コーチングの一手法として取り上げられており、コーチングの世界で用いられている。

### 形成過程
NLPは、当初、バンドラーとグリンダーが出会い、天才的な人や苦難から立ち直った人がどのように人に有効な影響を与えているのか、どのような言語、非言語のパターンがあるかを研究し始めたことからスタートする。最初は、ゲシュタルト療法のフレデリック・パールズの研究から始まった。パールズが執筆中であったゲシュタルト療法についての本の基礎的な部分については、すでに執筆が終わっており、臨床編はパールズの治療ビデオに基づいて編集するはずだったが、突然の死去という不運に見舞われ、20代前半のバンドラーがビデオから臨床編を執筆した。バンドラーとグリンダーがこのビデオ研究から当初5つのパターンを見出した。二人のメンターであったグレゴリー・ベイトソンの助言もあり、家族療法のヴァージニア・サティア、催眠療法のミルトン・エリクソンについても研究し、新たに7つのパターンを抽出し、12のパターン（メタモデルの元となる）を完成させた。
1970年中ごろに、フレデリック・パールズ的な方法でクライエントの気付きを援助するゲシュタルト療法のモデル化計画から、最初のモデルであるメタモデルが作られ、ミルトンモデル、アイ・アクセシング・キュー（眼球の動きで相手の情報を見抜く方法）、6ステップ・リフレームが続いて作られた。

## 要素
グリンダーとバンドラーは、成功者、心理学、言語、コンピュータ・プログラミングに興味を持っており、ロバート・キャロルによると、NLPは、意識的な思考や行動に無意識が常に影響しているというフロイトの思想、フロイトの夢の解釈で用いられる手法に主に基づくメタファーを秘めた振舞いと話し方、ミルトン・エリクソンが発展させた催眠療法に多くを負っており、グレゴリー・ベイトソン、ノーム・チョムスキーの仕事などからも影響を受けている。
グリンダーとバンドラーの指導者だったグレゴリー・ベイトソンは、この「芸術であり科学であるもの」は、システム理論、変形文法、ゲシュタルトの影響を受けたものであると書いている。
成功者たちの行動をモデル化することから着想されており、彼らと同じようにすることで同程度の優秀さを発揮できると主張している。人間は自分の信念を選び、変えることが可能であること、なりたい自分になる能力があり、それはNLPの技術によって達成可能であることが信じられている。信念の本質というより機能が重視されており、信念が本当であるか嘘であるかは注目されず、それがその人を力づけるか否かが重要であると考えられている。 様々なコミュニケーションや説得技術が教えられ、 動機付けや自己改革に自己催眠を使うことが強調されている。健康な人や病気の人、個人または企業に対して効果を発揮することができるとされている。
イギリス心理療法協議会は、神経言語プログラミング療法ならびにカウンセリング協会を、傘下組織の経験構成主義の部門に置いており、全体を支える理論は構成主義であると見做している。
折衷主義的で、心理学の領域から類似テーマを取り入れて発展しており、アンカリングなど行動主義心理学と類似した専門用語が多く使われている。

## 具体的技法
不快な記憶を思い出しづらくするという、クイックレシピや、人々の確信の度合いを測るためのレシピなどがある。それは計算機科学の概念の影響を受けた手法である。例えば、不快な記憶を思い出しにくくするレシピは、ある「入力」に対して、人が不快感を覚える。それはその人の情報処理の結果、または処理中の状態として、不快感を覚えていると解釈する。それは脳内物質の化学的な反応でもある。その「入力」に対する反応を、望ましい状態へとコントロールするための、人為的な処理を施すためのレシピであるとされる。具体的には、自分が何を感じているかを、各「モーダルチャンネル」(五感+言語の脳の入出力チャンネル）毎に丁寧に検証し、分析するとしている。例えば、そのとき聴いた音は、右の方からきこえたか、左の方からきこえたか、音量はどうだったか、その音にはどのようなイメージが感じられるか。そのときの視覚的記憶はどのような色彩か。そのイメージは大きく感じられるか、小さく感じられるか。現在の身体感覚はどのように感じられるか、といった具合である。
様々なNLPの研究家がアプローチを付け加えたため、初期と異なり統一感なく多岐にわたる手法がある。

## 評価
2012年のシステマティック・レビューは、健康状態を改善するための証拠がほとんどないことを発見した。10件のランダム化比較試験があり、結論を導くには不十分であった。2015年のシステマティックレビューは、12件のランダム化比較試験を見出しており、1つの研究では被験者は115人であり、ほかは小規模でありさらなる証拠のために調査が必要とされ、アレルギー性の免疫機能、特定の恐怖症に有効な研究が含まれ、会話の不安の軽減には無効であることを示していた。2016年の、救命救急科の看護師のストレスを軽減できるというランダム化比較試験による研究がある。
1999年にPeter Hartleyは、NLPが効果を実証するには不十分な経験的証拠しかないため、学術的な信頼性には問題があるとし、一般の社会科学からはおおむね無視されている。
神経科学者、心理学者、言語学者からなる批判者たちからは、科学的な証拠による裏付けがなく、不正確な用語を用いているとした。
NLPを使ったコミュニケーション技法のセミナーを行う団体関係者の医者など、PTSD治療への利用など医療的なアプローチについて学会等でまれに発表もある。
NLPの主張は科学的な裏付けを持っておらず、専門家からは疑似科学として疑問視されてきた。科学的なレビューは、現在の神経理論とは矛盾するような、時代遅れの脳についてのメタファーに基づいていると指摘した。
しかし、催眠療法士や組織開発のセミナーやワークショップを提供する企業の一部などによって販売され続けている。
信念の力が重視されるため、宗教学者からはスピリチュアリティの領域に関わりを持つとみなされている。社会学・人類学等の学者達は、ヒューマンポテンシャル運動やニューエイジにおける準宗教（a quasi-religion）と分類しており、効能を表す象徴を用いた儀式で民俗的な実践を医科学に結び付けようとする民間信仰の一形態と考える学者もいる。カルロス・カスタネダのシャーマニズムのアイデアとテクニックが導入され、彼の二重帰納法（double induction）と「世界を止める」（stopping the world）がNLPのモデルの中核にあり、NLPをサイコ・シャーマニズムの一種と位置付ける学者もいる 。宗教団体が人々を改宗させるためにNLPの技術を利用していることがあり、NLPの団体がそれを放置していることもあるが、宗教に関しては基本的に中立で、ある宗教的信念が個人の信念を阻害しようとするものでなければ、その宗教の領域に関わることはない。

## 関連文献
- リチャード・バンドラー, ジョン・グリンダー『リフレーミング―心理的枠組の変換をもたらすもの』 ISBN 4791101693